# Kazi Salahuddin
Kazi Md. Salahuddin - em bengali, কাজী সালাউদ্দিন (Daca, 23 de setembro de 1953) é um ex-futebolista e ex-treinador de futebol de Bangladesh que atuava como atacante. É considerado o melhor jogador de futebol da história de seu país.

## Carreira
Entre 1969 e 1984, Salahuddin jogou por Wari Club, Mohammedan SC e Abahani Limited em seu país natal, além de ter jogado uma temporada no futebol de Hong Kong, onde vestiu a camisa do Caroline Hill, tornando-se o primeiro e até hoje único futebolista de Bangladesh a jogar profissionalmente. Encerrou sua carreira em 1984, aos 31 anos de idade.[carece de fontes?]
Já aposentado, treinou 2 vezes o Abahani Limited e a Seleção Bengali entre 1985 e 1988. O último clube de Salahuddin como técnico foi o Muktijoddha FC.[carece de fontes?]
Trabalhou também na Federação de Futebol do Bangladesh (foi vice-presidente e presidente do órgão), presidiu a Federação de Futebol do Sul da Ásia (SAFF) e no Comitê Técnico e de Desenvolvimento da FIFA, sendo nomeado em dezembro de 2009. Mesmo sendo considerado um dos principais nomes do futebol bengali, foi criticado por desacelerar a evolução da seleção nacional, que chegou a figurar na 197ª posição no ranking da FIFA, a pior já ocupada pelo país na história.[carece de fontes?]

## Seleção Bengali
Jogou a Copa da Ásia de 1980 pela Seleção de Bangladesh, onde atuou entre 1975 e 1983. O número oficial de partidas e gols feitos por ele com a camisa dos Tigres de Bengala ainda é desconhecido.[carece de fontes?]

## Títulos
Abahani Limited
- Dhaka League: 5 (1974, 1977, 1981, 1983 e 1984)
- Copa da Federação: 2 (1982 e 1984)